# Świstowa Czuba
Die Świstowa Czuba ist ein Berg in der polnischen Hohen Tatra mit einer Höhe von 1763 m n.p.m.

## Lage und Umgebung
Unterhalb des Gipfels liegt das Tal, die Dolina Roztoki im Norden.
Vom Gipfel des Opalony Wierch wird die Świstowa Czuba durch den Bergpass Świstowy Przechód getrennt.

## Etymologie
Der Name Świstowa Czuba lässt sich als Murmeltierkoppe übersetzen.

## Tourismus
Die Świstowa Czuba ist bei Wanderern beliebt, da sie leicht zu besteigen ist. Auf den höchsten Punkt des Gipfels führt jedoch kein Wanderweg mehr. Der Wanderweg führt nunmehr wenige Höhenmeter unterhalb des Gipfels. Er wurde verlegt, nachdem es auf dem Gipfel zu zahlreichen tödlichen Stürzen an seiner 200 Meter hohen Nordwand gekommen ist.

### Routen zum Gipfel
Unterhalb des Gipfels führt ein Höhenweg:
- ▬ Der blau markierte Wanderweg von der Schutzhütte Schronisko PTTK nad Morskim Okiem zur Berghütte Schronisko PTTK w Dolinie Pięciu Stawów Polskich. Der Wanderweg ist nicht besonders schwierig. Der Aufstieg ist jedoch wegen der hohen Kante des Gipfels, die man vom Wanderweg nicht sofort erkennt, gefährlich.

## Belege
- Zofia Radwańska-Paryska, Witold Henryk Paryski, Wielka encyklopedia tatrzańska, Poronin, Wyd. Górskie, 2004, ISBN 83-7104-009-1.
- Tatry Wysokie słowackie i polskie. Mapa turystyczna 1:25.000, Warszawa, 2005/06, Polkart, ISBN 83-87873-26-8.